# احتجاجات تايلاند 2020
احتجاجات تايلاند هي احتجاجات عامة شعبية حصلت في تايلاند، حيث تصاعدت الاحتجاجات ضد حكومة رئيس الوزراء برايوت تشان أوتشا. تضمنت الاحتجاجات مطالبات بإصلاح الملكية التايلاندية، وهو أمر غير مسبوق في التاريخ المعاصر. بدأت الاحتجاجات بسبب حل حزب المستقبل إلى الأمام في أواخر فبراير 2020. وانتقد الحزب برايوت والمشهد السياسي في البلاد الذي صممه دستور 2017 الحالي. معظم المتظاهرين طلاب وشبان بدون قائد عام.
نُظمت الموجة الأولى من الاحتجاجات حصريًا في الحرم الجامعي وتوقفت بسبب جائحة كوفيد 19. استؤنفت الاحتجاجات مرة أخرى في 18 يوليو مع مظاهرة كبيرة نظمت تحت مظلة الشباب الأحرار في نصب الديمقراطية في بانكوك. وقدمت ثلاثة مطالب إلى حكومة تايلاند: حل البرلمان، وإنهاء ترهيب الشعب، وصياغة دستور جديد. اندلعت احتجاجات يوليو بسبب تأثير جائحة كوفيد 19 وإنفاذ مرسوم الطوارئ للإغلاق وانتشرت في جميع أنحاء البلاد.
في 3 أغسطس رفعت مجموعتان طلابيتان مطالب علنية لإصلاح النظام الملكي، وكسروا بذلك تحريمًا طويلًا لانتقاد النظام الملكي علنًا. بعد أسبوع تم الإعلان عن عشرة مطالب لإصلاح النظام الملكي. شهد تجمع في 19 سبتمبر ما بين 20.000 وحوالي 100.000 متظاهر ووصف بأنه تحد مفتوح للملك فاجيرالونغكورن. أثار قرار الحكومة بتأجيل التصويت على تعديل دستوري في أواخر سبتمبر شعورًا جمهوريًا غير مسبوق تقريبًا. في أعقاب الاحتجاجات الجماهيرية في 14 أكتوبر أُعلنت حالة الطوارئ «الشديدة» في بانكوك في اليوم التالي بدعوى حظر موكب ملكي. تم تمديد سلطات الطوارئ بالإضافة إلى تلك الممنوحة بالفعل بموجب مرسوم الطوارئ منذ مارس. استمرت الاحتجاجات على الرغم من الحظر مما أدى إلى حملة من قبل الشرطة في 16 أكتوبر باستخدام خراطيم المياه. ورفعت إجراءات الطوارئ الشديدة في 22 أكتوبر، وكان من المقرر عقد جلسة برلمانية استثنائية في 26-27 أكتوبر.
تضمنت ردود الحكومة توجيه اتهامات جنائية باستخدام مرسوم الطوارئ. الاعتقال التعسفي وترهيب الشرطة، وتكتيكات التأخير نشر وحدات حرب المعلومات العسكرية، والرقابة على وسائل الإعلام بحجة تعبئة الجماعات الموالية للحكومة والملكية التي اتهمت المتظاهرين بتلقي الدعم من حكومات أجنبية أو منظمات غير حكومية كجزء من مؤامرة عالمية ضد تايلاند، ونشر الآلاف من رجال الشرطة في الاحتجاجات. أمرت الحكومة رؤساء الجامعات بمنع الطلاب من المطالبة بإصلاح النظام الملكي وتحديد قادة الاحتجاجات الطلابية. أدت احتجاجات أكتوبر عندما عاد الملك إلى البلاد من ألمانيا إلى انتشار الجيش وشرطة مكافحة الشغب والاعتقالات الجماعية.

## الخلفية

### الأسباب المباشرة
على مدار التسعين عامًا الماضية في تايلاند، كثيرًا ما أطيح بالحكومات المنتخبة عن طريق الانقلابات العسكرية. وقع ثلاثة عشر انقلابًا ناجحًا منذ نهاية الحكم المطلق في الثورة السيامية عام 1932. حرض برايوت تشان أوتشا على الانقلاب الأخير في عام 2014 كونه قائد الجيش الملكي التايلاندي، وقاد المجلس الوطني للسلام والحفاظ على النظام (NCPO)، وهو المجلس العسكري الذي وصل إلى السلطة بعد الانقلاب. عين برايوت في نهاية المطاف رئيسًا للوزراء، وحكم المكتب الوطني للسلام (NCPO) البلاد لمدة خمس سنوات، جرى خلالها تقييد الحقوق السياسية والمدنية، واتسعت التفاوتات الاقتصادية. ثم أجري استفتاء مثير للجدل، يُعرف بأنه غير حر وغير عادل، في عام 2016 للموافقة على مسودة دستور جديد صاغه الجيش. وصف المحللون الدستور الجديد بأنه يفضل الجيش ويضر بالأحزاب السياسية الكبيرة. ويشمل مجلس الشيوخ المعين من المجلس العسكري، المخول بالتصويت لرئيس الوزراء لمدة خمس سنوات، ما يسمح للجيش باختيار رؤساء للوزراء في المستقبل، ويلزم الحكومات المستقبلية باستراتيجية وطنية لمدة 20 عامًا «خريطة طريق» يضعها المجلس الوطني للسلام والنظام، وهذا جعل البلاد تعلق فعليًا في فترة الديمقراطية الموجهة عسكريًا مع دور أقل بكثير للسياسيين على المستويين الوطني والمحلي.
يشكل أنصار برايوت أغلبية في البرلمان. واعتبرت الانتخابات العامة التايلاندية لعام 2019 «حرة جزئيًا وغير عادلة» واستبدادية انتخابية، ووصفت بأنها «طقوس سياسية»، ووضعت هذه الانتخابات نهاية للمجلس الوطني للسلام اسميًا، لكن النظام السياسي استمر كشكل من أشكال حزب مدني عسكري على غرار ميانمار، اسمه حزب بالانج براتشارات، والذي يواصل بشكل أساسي سياسات وأوامر المجلس الوطني للسلام، كشكل من أشكال الاستبداد التنافسي. وتتألف الحكومة الائتلافية من معسكرات مؤيدة لبرايوت وأحزاب أصغر استفادت من تفسيرات فنية متعددة لقانون الانتخابات من قبل لجنة الانتخابات التي يسيطر عليها الجيش، بما في ذلك انقطاع لمدة 44 يومًا، بينما أعيد تفسير قوانين الانتخابات لتمهيد الطريق لتحالف مع حزب الدولة العسكري على رأس القيادة. من خلال آليات المجلس الوطني للسلام، عين برايوت حلفاء في مجلس الشيوخ والمحكمة الدستورية والعديد من المنظمات الدستورية، مثل مفوضية الانتخابات واللجنة الوطنية لمكافحة الفساد بالإضافة إلى مسؤولين على مستوى الحكومة المحلية. ويكاد يكون من المستحيل إجراء تعديل جوهري على الدستور لأنه يتطلب دعم مجلس الشيوخ وإجراء استفتاء. ويشغل العديد من الجنرالات، وكذلك الأشخاص الذين لهم صلات تاريخية بالجريمة المنظمة (مثل ثمانات برومبو)، مناصب وزارية رئيسية في مجلس الوزراء الثاني.
خلال الانتخابات العامة لعام 2019، لقي حزب المستقبل إلى الأمام استحسانًا من قبل التقدميين والشباب، الذين اعتبروه بديلًا للأحزاب السياسية التقليدية وضد المجلس الوطني للسلام، ما كشف عن انشقاق اجتماعي سياسي على طول خطوط الأجيال، أي بين الشباب التايلاندي والحكم الغيرونتوقراطي التايلاندي القائم. فاز الحزب بثالث أكبر حصة من المقاعد البرلمانية. وبعد أحد عشر شهرًا من التحالف، جرى حل حزب المستقبل إلى الأمام المعارض قصير العمر من قبل المحكمة الدستورية، إذ كان مجلس النواب على وشك مناقشة اقتراح حجب الثقة. شدد أعضاء المستقبل إلى الأمام السابقون على فساد النظام ونشطوا في فضح تورط المجلس العسكري في فضيحة الصندوق السيادي الماليزي.

### الأسباب الكامنة
تشمل مصادر التظلم الأخرى، التي دافع عنها حزب المستقبل إلى الأمام كثيرًا، مثل حقوق الإجهاض؛ والاستبداد في المدارس التايلاندية (مثل الإساءات)؛ وإصلاح التعليم؛ وحقوق العمل (النقابية)؛ والإصلاح العسكري (مثل إنهاء التجنيد وخفض ميزانية الدفاع، بما في ذلك شراء الغواصات)، والاحتكارات (مثل الكحول)، وحقوق المرأة.
كان انتقاد النظام الملكي نادرًا جدًا خلال فترة حكم الملك بوميبول أدولياديج التي استمرت 70 عامًا، والتي انتهت في عام 2016. وبعد فترة من تراجع مكانة النظام الملكي، أعاد خانا راتسادون النفوذ والاحترام للعرش، ما ساعد في تحديد المشهد السياسي التايلاندي الحديث. ومنذ تولي الملك فاجيرالونغكورن العرش، تدخل علنًا في الشؤون السياسية التايلاندية. أعرب الملك عن رأيه في الدستور في عام 2017، وأدى ذلك إلى تعديل سلطة الملكية في النسخة التي جرى قبولها بالفعل في الاستفتاء الدستوري لعام 2016. وأصبح أحد أغنى ملوك العالم في عام 2018، عندما مُنح الملكية الشخصية للأصول الملكية من مكتب ملكية التاج (CPB)، والذي تقدر قيمته بنحو 40 مليار دولار أمريكي، وكان يعتبر سابقًا ملكية عامة. ووحد الملك أيضًا مجلس خاتم الملك الخاص ومكتب العائلة المالكة ومكتب الأمن الملكي في مكتب شخصي واحد؛ وفي عام 2020، تصرفت الحكومة باسمه، فنقلت وحدتين من الجيش إلى قيادته الشخصية، ومنح السيطرة العسكرية للنظام الملكي وهو أمر غير مسبوق في تايلاند الحديثة. كانت ميزانية المكتب الملكي لعام 2020 تبلغ 290 مليون دولار أمريكي، أي أكثر من ضعف ميزانيته في عام 2018.
عشية انتخابات عام 2019، أصدر فاجيرالونغكورن إعلانًا ملكيًا يحث الناس على التصويت «للأشخاص الطيبين» (بالتايلاندية: คนดี، بالنظام العام التايلندي الملكي للنقل الصوتي: خون دي، أي أحزاب المجلس العسكري)، والذي أعيد بثه في صباح اليوم التالي، في «تدخل غير مسبوق من القصر». أثار هذا رد فعل سلبيًا كبيرًا وفوريًا على تويتر من قبل الشباب التايلاندي، باستخدام وسم «نحن بالغون ويمكننا الاختيار بأنفسنا» (بالتايلاندية: โตแล้วเลือกเองได้، بالنظام العام التايلندي الملكي للنقل الصوتي: تو لايو لوياك إينغ داي) وبعد الانتخابات، في 19 يوليو عام 2019، عندما أدت الحكومة الجديدة اليمين، تعهدوا بالولاء للنظام الملكي، لكنهم تركوا القسم للدستور، وعلى الرغم من الاحتجاجات، لم يصححوا ما كان يُنظر إليه على نطاق واسع على أنه انتهاك خطير للقسم التقليدي لتولي المنصب والاعتراف الضمني بالطبيعة الاستبدادية المتزايدة للنظام الملكي التايلاندي. بعد ذلك، في احتفال أقيم في 27 أغسطس، جرى تقديم كل وزير برسالة دعم مؤطرة من الملك. وقد اتُهم الملك بإعادة كتابة التاريخ إذ تم هدم الصروح المرتبطة بخانا راتسادون وثورة عام 1932.
يقيم فاجيرالونغكورن معظم الوقت في ولاية بافاريا بألمانيا. وبناءً على طلبه، جرى تعديل الدستور التايلاندي لإزالة الشرط الذي يلزم بتعيين وصي على العرش. ووفقًا لوزارة الخارجية الألمانية، جرى إبلاغ السفير التايلاندي عدة مرات أن ألمانيا تعارض «استقبال ضيوف في بلادنا يديرون شؤون دولتهم من هنا».
كان تنفيذ القانون التايلاندي انتهاك حرمة الذات الملكية مثيرًا للجدل منذ عهد بوميبول. بلغ عدد القضايا ذروته إلى مستوى غير مسبوق بعد انقلاب عام 2014. واعتبره النقاد سلاحًا سياسيًا لقمع المعارضة وتقييد حرية التعبير. على الرغم من عدم وجود حالات جديدة منذ عام 2018، كما قال برايوت إنها رغبة الملك فاجيرالونغكورن، ولكن جرى الاستناد إلى قوانين أمنية أخرى، مثل قانون التحريض على الفتنة، أو قانون جرائم الكمبيوتر، أو جريمة العضوية في جماعة إجرامية منظمة (อั้งยี่)، تتعرض جميعها لعقوبات شديدة نسبيًا، وتستخدم هذا القانون كأداة للتلاعب السياسي. في يونيو عام 2020، اكتسب الاختفاء القسري لوانشيلارم ساتساكسيت، الذي يُفترض أنه متصل باتهامات إهانة الذات الملكية، اهتمامًا وتعاطفًا عبر الإنترنت. في يوليو عام 2020، تعرض تواغورن ويثيتون لتأثير الطب النفسي السياسي، وكان قد ارتدى قميصًا يحمل شعار «فقدت الإيمان بالنظام الملكي».

## الموجة الأولى
اندلعت الموجة الأولى من الاحتجاجات بسبب قرار المحكمة الدستورية بحل حزب المستقبل إلى الأمام في 23 فبراير 2020. ومنذ ذلك الحين اندلعت المظاهرات في مختلف المدارس الثانوية والكليات والجامعات في جميع أنحاء البلاد. جاءت هذه الاحتجاجات الطلابية أيضًا مع العديد من علامات التصنيف الفريدة لمؤسساتهم. بدأت أولى الاحتجاجات في جامعة تاماسات وجامعة شولالونغكورن وجامعة رامخامهينج وجامعة كاسيتسارت وجامعة سريناخارينويروت وجامعة أمير سونغكلا في 24 فبراير. كما نظم العديد من طلاب المدارس الثانوية احتجاجات في مدرسة تريام أودوم سوكسا ومدرسة سوكساناري.
ومع هذه البداية الاحتجاجية القوية، اقتصرت الاحتجاجات على المؤسسات الفردية. أشار عالم مؤرخ تايلاندي إلى أن احتجاجات الشوارع لم تحدث أبدًا تغييرات سياسية إذا انحاز الجيش إلى جانب الحكومة. تم إيقاف الاحتجاجات التي تم تنظيمها حصريًا على أسس أكاديمية في أواخر فبراير بسبب جائحة كوفيد 19، مع إغلاق جميع الجامعات والكليات والمدارس.

## الموجة الثانية

### احتجاجات تحت ثلاثة مطالب
في 18 يوليو شهدت تايلاند أكبر مظاهرة في الشارع منذ الانقلاب التايلاندي عام 2014 في نصب الديمقراطية في بانكوك بحوالي 2.500 متظاهر. أعلن المتظاهرون الذين نظموا تحت اسم الشباب الحر مطالبهم الأساسية الثلاثة: حل مجلس النواب، وإنهاء ترهيب الشعب وصياغة دستور جديد. صرح أحد قادة الشباب الأحرار بأنهم لا يهدفون إلى قلب النظام الملكي. وكان من المقرر أن يستمر التجمع طوال الليل، لكن تم إلغاؤه بحلول منتصف الليل لأسباب أمنية.
بعد 18 يوليو بدأت الاحتجاجات في الانتشار في جميع أنحاء البلاد. كانت الأولى في مقاطعة شيانغ ماي ومقاطعة أوبون راتشاثاني في 19 يوليو. بحلول 23 يوليو تم تنظيم مظاهرات في أكثر من 20 مقاطعة. بعض المظاهرات الرئيسية تشمل واحدة في مقاطعة مها ساراخام في 23 يوليو والتي سرعان ما انتشر هاشتاغ ايسان سيبوتون لأول مرة على تويتر في تايلاند، وشهدت واحدة في مقاطعة ناخون راتشاسيما في 24 يوليو أحد أكبر الحشود بين المناطق.
في 25 يوليو تظاهرت مجموعة الناشطين من مجتمع المثليين سيري ثوي عند نصب الديمقراطية للمطالبة بإضفاء الشرعية على زواج المثليين بالإضافة إلى المطالب الثلاثة. في 26 يوليو تم تنظيم حدث بعنوان «دعونا نركض، همتارو» في نصب الديمقراطية. بدأت الاحتجاج في مدرسة تريام أودوم سوكسا في بانكوك، ثم انتشرت لاحقًا على موقع تويتر وجمعت في النهاية حوالي 3.000 شخص.

### مطالب أخرى لإصلاح النظام الملكي
في 10 أغسطس كان هناك تجمع حاشد في جامعة تاماسات، حرم رانجسيت في مقاطعة باثوم ثاني، بلغ عدد أفرادها حوالي 3.000 شخص، وقد استخدمت شعار «لا نريد إصلاحات نريد ثورة». وكان من بين الأحداث إعلان عشرة مطالب لإصلاح النظام الملكي. وفقًا لأسوشيتد برس كان لدى المتظاهرين في الموقع ردود فعل متباينة تجاه المطالب.
في 14 أغسطس ذكرت بي بي سي تاي أنه كانت هناك احتجاجات مرتبطة بالشباب الأحرار في 49 مقاطعة، بينما في 11 مقاطعة شهدت نشاطًا مرتبطًا بالمجموعات المؤيدة للمؤسسة. في اليوم نفسه تم اعتقال الناشط الطلابي باريت «بينجوين» شواراك، مما أدى إلى دعوات من هيومن رايتس ووتش للإفراج عنه فورًا وإسقاط جميع التهم الموجهة ضد جميع النشطاء.
في 16 أغسطس تم عقد تجمع كبير شارك فيه حوالي 20.000 - 25.000 شخص في النصب التذكاري للديمقراطية وكرر الدعوة إلى تعديل الدستور وإصلاح النظام الملكي. في 20 أغسطس نُظمت مظاهرتان طلابيتان واسعتا النطاق ضمت كل منهما حوالي 1.000 شخص في ناخون راتشاسيما وخون كاين. أعلن النشطاء عن «مسيرة كبرى» مخطط لها في 19 سبتمبر 2020، في حرم ثا براشان بجامعة تاماساتأما. أما ملخص مطالب إصلاح النظام الملكي فهي:
- إلغاء حصانة الملك من الدعاوى القضائية.
- إلغاء قانون الذات الملكية والعفو عن كل مضطهد.
- الفصل بين أصول الملك الشخصية والملكية.
- تخفيض الميزانية المخصصة للنظام الملكي.
- إلغاء المكاتب الملكية والوحدات غير الضرورية مثل مجلس الملكة الخاص.
- فتح أصول النظام الملكي للتدقيق.
- وقف سلطة الملك في الإدلاء بتعليقات سياسية عامة.
- أوقفوا الدعاية حول الملك.
- التحقيق في جرائم قتل المعلقين أو منتقدي الملكية.
- منع الملك من تأييد الانقلابات المستقبلية

## التمويل
يتم تمويل الاحتجاجات من خلال تبرعات خاصة، بشكل رئيسي من الممثلة إنتيرا شاروينبورا وثقافة المعجبين ببوب كوريا الجنوبية في تايلاند، حيث تبرعت الأخيرة وحدها بأكثر من 3.600.000 بات (حوالي 115.399 دولارًا أمريكيًا) في 18 أكتوبر 2020. كانت هناك محاولات لملاحقة المتبرعين. تم التعبير عن نظرية مؤامرة تتهم الأجانب، بما في ذلك حكومة الولايات المتحدة والمنظمات الأمريكية مثل هيومن رايتس ووتش ونتفليكس بتمويل الاحتجاجات من قبل المجموعة الملكية تايلاند فيجن ونشطاء في المسيرات المؤيدة للحكومة، مما دفع السفارة الأمريكية في بانكوك إلى إصدار بيان رسمي بالرفض. تجمع المتظاهرون المؤيدون للنظام الملكي في السفارة في 27 أكتوبر، مطالبين الولايات المتحدة بإنهاء «الحرب المختلطة» ضد تايلاند.

## التحليل

### تكتيكات المحتجين ومطالبهم
يقول بعض المعلقين إن مطالب إصلاح النظام الملكي من قبل لم تكن سوى مجموعات هامشية، ومع ذلك هناك إجماع على أن هذا الاحتجاج هو المرة الأولى التي تتم فيها مناقشة مثل هذه المطالب علنًا. قد تؤدي الدعوات إلى إبعاد بعض المتعاطفين، لكن إذا قامت الحكومة بقمع الاحتجاجات نتيجة لذلك، فقد تجلب المزيد من الدعم للحركة. في منتصف أغسطس كتب أتيث كيتنغ أن احتجاجات الطلاب تفتقر إلى إستراتيجية متماسكة. ليس لديهم خطط تتجاوز المظاهرات اليومية. قد يكون هذا بسبب عدم وجود هيكل مركزي، كما في ذروة الحركات الطلابية في السبعينيات. يُنظر إلى المتظاهرين الطلاب على أنهم أكثر إبداعًا وترابطًا وذكاءً من الناحية التكنولوجية من الحكومة وأن لديهم وقتًا إلى جانبهم، فضلاً عن كونهم أهدافًا لاضطهاد غير متناسب يمكن أن يؤثر على الرأي العام، مع وجود فرصة على الأقل لدفع الحكومة إلى الانهيار بشرط ألا يؤدي العنصر المناهض للملكية إلى رد فعل عنيف. كتب أحد كتاب عمود في بانكوك بوست أن المشاعر الجمهورية لم تكن أبدًا أقوى في تايلاند، بينما رأى آخر أن احتجاج 19 سبتمبر كان منعطفًا حاسمًا للحركة، حيث يحتاج المتظاهرون إلى توسيع أجندتهم مرة أخرى إلى إصلاحات مجتمعية أوسع إذا كانت كذلك. لتحقيق النجاح. رأى أستاذ في العلوم السياسية أن غياب قادة الاحتجاج زاد من خطر خروج الحركة عن السيطرة ولا يمكن أن تعزز المبادرات الاستراتيجية.
يتناقض استخدام حركة الاحتجاج لتقنيات الاحتجاج المنسقة، وتكنولوجيا الاتصالات، والميمات، والموسيقى، ووسائل التواصل الاجتماعي مع الأساليب التقليدية لكتائب الشرطة ودعاية الدولة ومدافع المياه لحكومة برايوت. على سبيل المثال بعد حملة القمع التي شنتها الشرطة في 16 أكتوبر تم استخدام هاشتاغ ماذا يحث في تايلند بشكل متزايد، مع نشر المحتوى باللغات الإنجليزية والصينية والإندونيسية واليابانية والكورية عبر مختلف منصات وسائل التواصل الاجتماعي، لجذب الانتباه العالمي للوضع في البلاد.
في بعض التجمعات كان معظم المشاركين من النساء، بما في ذلك فتيات المدارس المحتجات من أجل التغيير الاجتماعي وضد عدم المساواة بين الجنسين والنظام الأبوي. بعد اعتقال العديد من قادة الاحتجاج التايلانديين، غير النشطاء في تايلاند تكتيكاتهم باتباع نظرائهم في هونغ كونغ. ادعى النشطاء الذين لا زعيم لهم أنهم جميعًا قادة ورفعوا المظلات لحماية أنفسهم من عبوات الغاز المسيل للدموع التي تطلقها عليهم السلطات، تمامًا مثل نظرائهم في هونغ كونغ.

### احتمال حدوث انقلاب
بحلول سبتمبر أدى ضغط المحتجين إلى زيادة التكهنات حول إمكانية حدوث انقلاب عسكري تايلاندي ضد برايوت، حيث بدأ يُنظر إلى إدارته على أنها لا يمكن الدفاع عنها على نحو متزايد، وانتشرت الشائعات عندما شوهدت دبابة في الشوارع. وصرح الجيش كما هو معتاد في مثل هذه المناسبات، أن هذا كان جزءًا من مناورة عسكرية مقررة مسبقًا. ومع ذلك فإن هذا لا يضمن وجود جمهور أكثر تقبلاً لمطالب المحتجين لأن الفصيل العسكري المدعوم من القصر آخذ في الصعود. كتب مراسل بي بي سي جوناثان هيد أن السلطات يمكنها إنهاء تسامحها مع الاحتجاجات منذ عودة الملك إلى تايلاند وقد تلاحق بنشاط أولئك الذين يعتقدون أنهم يمولون المتظاهرين. دعا سونتي ليمثونغكول زعيم التحالف الشعبي السابق من أجل الديمقراطية إلى تدخل الجيش، على الرغم من أن رئيس الوزراء وقائد الجيش استبعدا هذا التدخل.